# Polina Iljinitschna Tschernyschowa

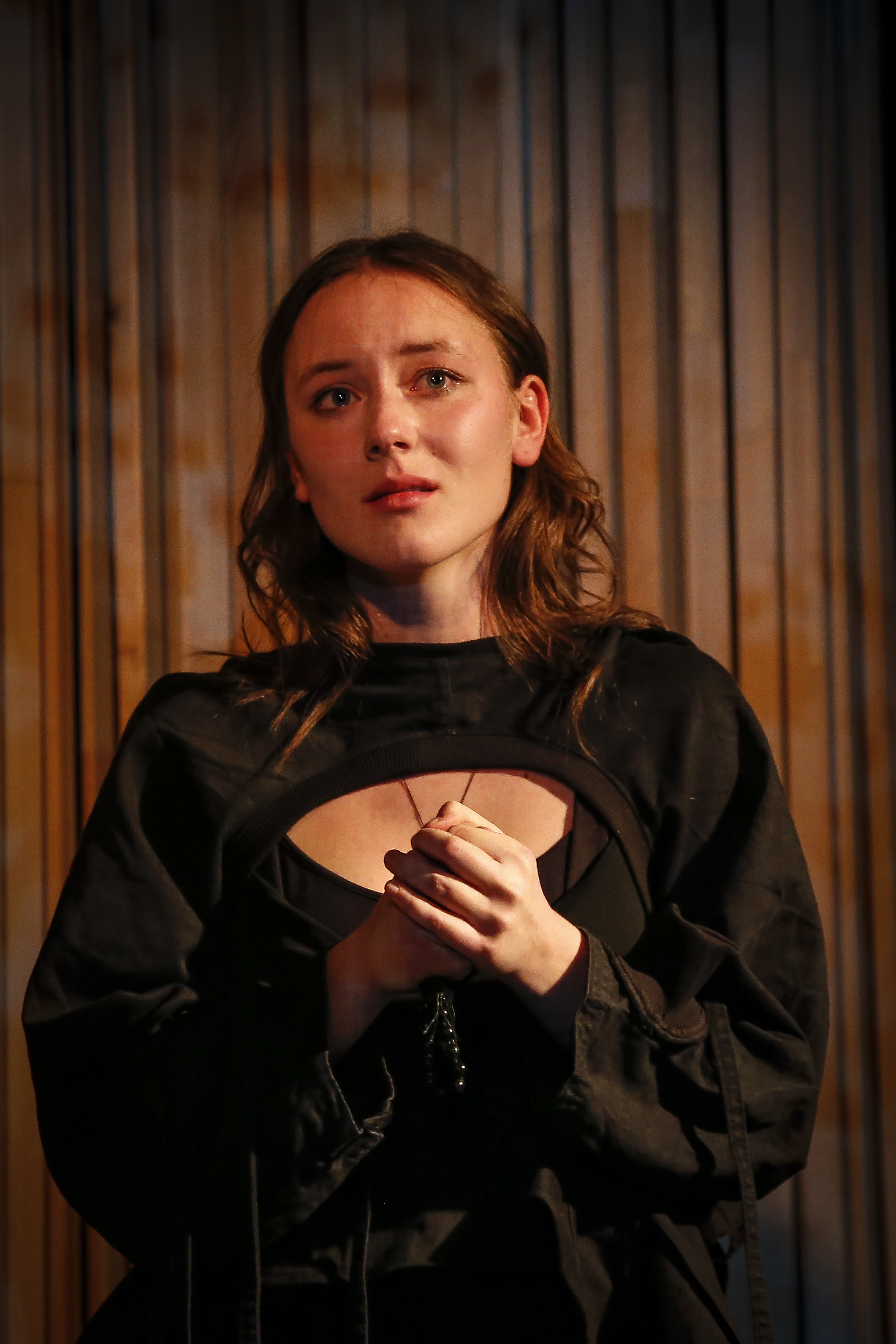
Polina Tschernyschowa (2015)

Polina Tschernyschowa (russisch Полина Ильинична Чернышова; * 11. Oktober 1993 in Moskau) ist eine russische Schauspielerin.

## Leben
Polina Tschernyschowa ist die Tochter des Fotokünstlers Ilja Tschernyschow. Seit ihrer Kindheit übte sie sich in Choreografie, Modern Dance und Singen. 2014 schloss sie ihr Studium an der Schtschukin-Theaterhochschule bei Wladimir Iwanow ab.
Im Jahr 2015 wurde sie in das Wachtangow-Theater aufgenommen. Ihr Debüt auf der Bühne von Wachtangow fand ein Jahr zuvor statt. Polina spielte als Statistin im Kindertheaterstück Der gestiefelte Kater, inszeniert von ihrem Lehrer, Professor Wladimir Iwanow.

## Karriere
Große Popularität erlangte sie 2015 nach der Rolle der Axinja in dem Fernsehfilm von Sergej Ursuljak Der Stille Don. Wie Polina sagte, bereitete sie sich sechs Monate lang auf die Dreharbeiten vor und versuchte, alle Details bis ins kleinste Detail zu durchdenken.
Die Kritiker haben ihre Arbeit unterschiedlich bewertet, es gab viele Vergleiche mit Elina Bystritskaja – der Darstellerin der Rolle der Axinja in Der Stille Don von Sergej Gerassimow. Aber im Allgemeinen kam die Schauspielerin mit der schwierigen Rolle gut zurecht – sie schuf ihr eigenes Bild von Axinja Astachowa.
Im Jahr 2017 erschien der historische Film Die letzten Krieger, in dem Polina eine der Hauptrollen spielte.

## Auszeichnungen
- Preis für die beste Frauenrolle für die Rolle der Elena in der Aufführung Ein Sommernachtstraum beim 9. Internationalen Theaterwettbewerb des Gerassimow-Instituts für Kinematographie im Jahr 2013.
- Der Theaterpreis „Goldenes Blatt“ für die Rolle der Warwara Charitonowna im Stück Late Love (Spielzeit 2013–2014).

## Filmografie
| Jahr | Titel                        | Rolle                            | Bemerkungen  |
| ---- | ---------------------------- | -------------------------------- | ------------ |
| 2015 | Der Stille Don               | Axinja Astachowa                 | Fernsehserie |
| 2017 | Die letzten Krieger          | Nastja                           |              |
| 2017 | Doctor Richter               | Olga Chodassewitsch, Immunologin | Fernsehserie |
| 2018 | Sanddornsommer               | Olga, Ehefrau von Wampilow       |              |
| 2020 | Djatlow-Pass – Tod im Schnee | Nadeschda Tempalowa              | Fernsehserie |
| 2020 | Roter Geist                  | Wera, Militärärztin              |              |